# 映画 ハートキャッチプリキュア! 花の都でファッションショー…ですか!?
『映画 ハートキャッチプリキュア! 花の都でファッションショー…ですか!?』（えいが ハートキャッチプリキュア はなのみやこでファッションショー ですか）は、2010年10月30日から公開された劇場アニメーション映画。
キャッチコピーは「ハートの輝きが世界を救う!」、「みんなの"こころの花"のパワーが、映画館にキセキを起こしちゃいますッ!」。

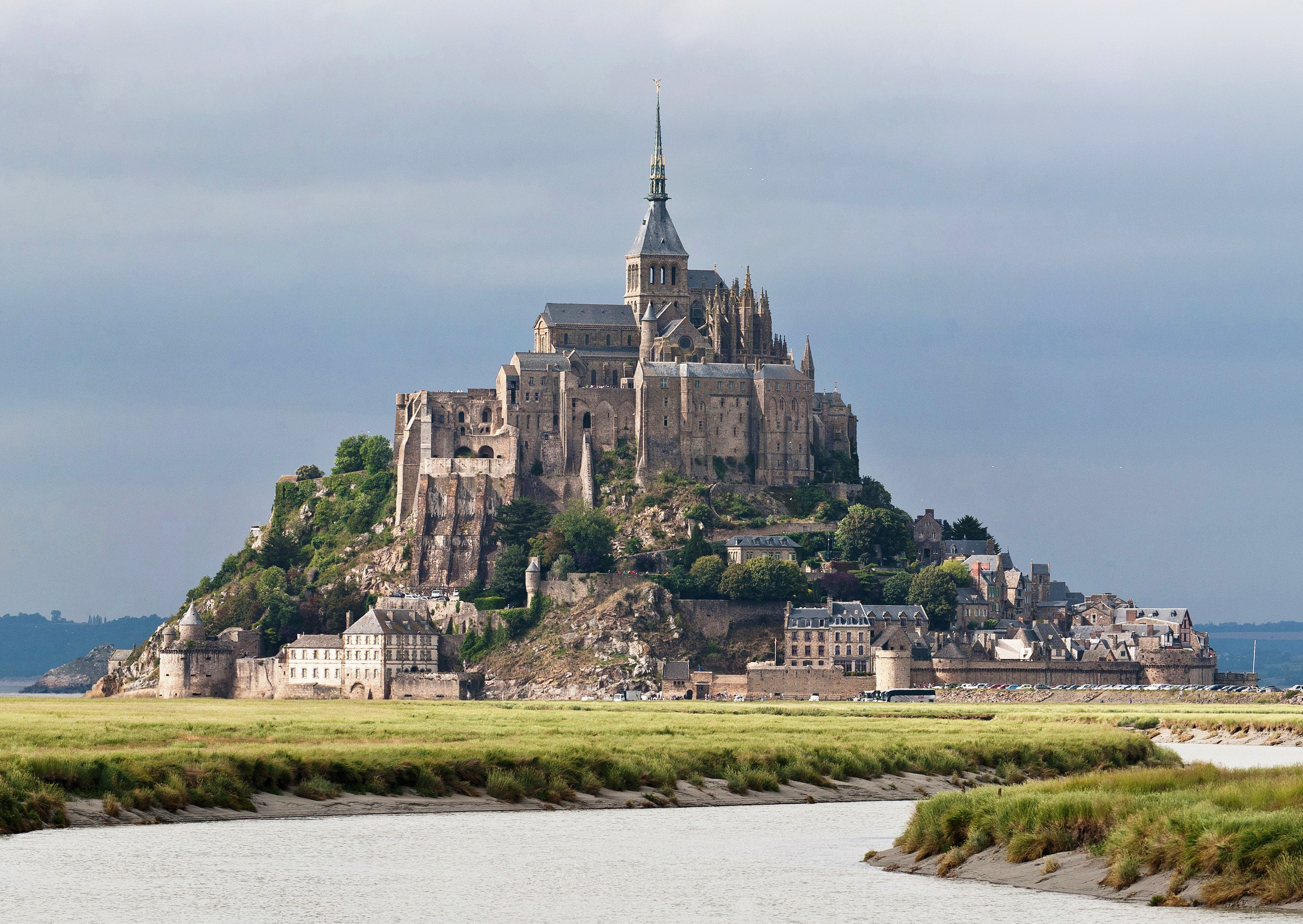
本作の舞台の一つとなったモン・サン＝ミシェル

## 概要
『ハートキャッチプリキュア!』の単独映画作品。日本で上映されるほか、2011年には舞台となったパリでも上映することが決定している。
本作では、前作『映画 プリキュアオールスターズDX2 希望の光☆レインボージュエルを守れ!』に引き続きキュアブロッサムとキュアマリン、シプレとコフレが登場、そして『DX2』では「フェアリーパーク」の観客役で台詞無しの登場だった月影ゆりと明堂院いつきが、それぞれキュアムーンライトとキュアサンシャインとして映画に初登場し、またポプリがプリキュア映画初登場となっている。他にもコッペが人間態を含めて映画に初登場している。
監督にはシリーズ初採用となる松本理恵を起用、女性監督としても初の起用となった。
音楽はテレビ本編と同様に高梨康治が担当している。舞台のパリを意識してアコーディオンを用いたBGMが使用されており、前作『フレッシュプリキュア!』のBGMも多数流用されている。
全国163スクリーンの公開ながら、2010年10月30,31日初日2日間で興収2億339万4700円、動員は18万5354人になり映画観客動員ランキング（興行通信社調べ）で初登場第2位となった。更に、ぴあ初日満足度ランキング（ぴあ映画生活調べ）ではシリーズ過去最高の満足度となる90.7で第1位となった。12月5日の公開6週目時点で興収が8億5000万円を突破。
ミラクルライトは、点灯させると花柄が浮かびあがる「ミラクルフラワーライト」が配布された。この「映像が浮かび上がる」方式のミラクルライトは、2007年公開の『映画 Yes!プリキュア5 鏡の国のミラクル大冒険!』で採用された「ミラクルライト」以来だが、現在のところ最後。また、プロローグの妖精による「『ミラクルライト』の使用説明」は、本作では行われていない。他にも児童客には「映画スペシャルデータカードダス」と、紙製サンバイザー「プリキュア! オープンマイハット」が配布された。
2011年11月29日、世界各国の子供・ティーン向け映像コンテンツを取り上げるアメリカの業界誌「Kidscreen」が主催する「2012 Kidscreen Awards」のキッズ向けTV映画部門（Kids Category Best One-Off, Special or TV Movie）の最終候補に選ばれた。東映アニメーション制作の作品が同賞にノミネートされたのは同社作品史上初である。

## ストーリー
えりかの母さくらがファッションショーを行うためパリに向かうことになり、オープン記念のショーではつぼみ達がファッションモデルとして参加することに。しかし、そのパリでは伝説上の怪物である「狼男」が出現するという噂がささやかれていた。
そんな中、砂漠の使徒に追われる謎の少年オリヴィエを助けたつぼみ達。彼を追っているのは、かつて封印されたと言われる砂漠の使徒・サラマンダー男爵。彼は不思議な力を持つオリヴィエを利用して世界を破壊しようと企む。

## 登場人物

### 本編からの登場人物
ここでは本作での主な役回りなどについて記載する。テレビ本編での基本的な設定は『ハートキャッチプリキュア!』を参照。
花咲 つぼみ（はなさき つぼみ） / キュアブロッサム
声 - 水樹奈々
花を探してパリの街を散策している途中で銀髪の少年・オリヴィエと出会う。出会った経緯から一番オリヴィエを気にかけるようになる。
来海 えりか（くるみ えりか） / キュアマリン
声 - 水沢史絵
ファッションショーの衣装作りをしている。オリヴィエに自分の過去のコンプレックスを語る。
明堂院 いつき（みょうどういん いつき） / キュアサンシャイン
声 - 桑島法子
つぼみ達と一緒にパリへやってきた。えりかの代わりに買い物にいった際、オリヴィエに自分のことを語る。
月影 ゆり（つきかげ ゆり） / キュアムーンライト
声 - 久川綾
パリへやってきたついでに、かつてフランスで行方不明となった父親を探そうとする。その後、オリヴィエとの散歩中にサラマンダーと遭遇し、彼の過去やオリヴィエとの関係を知るが、彼を父と慕うオリヴィエの気持ちを意に介さないサラマンダーに怒りを露わにする。
シプレ
声 - 川田妙子
コフレ
声 - くまいもとこ
ポプリ
声 - 菊池こころ
プリキュアと一緒にパリへやってきた。
来海 ももか（くるみ ももか）
声 - 伊藤静
来海 さくら（くるみ さくら）
声 - 氷青
来海 流之助（くるみ りゅうのすけ）
声 - 遠近孝一
フェアリードロップのパリ出店に伴い、パリへやってくる。
花咲 薫子（はなさき かおるこ）
声 - 坂本千夏
本作では中継を見ながらプリキュアを応援している。
コッペ
物語後半でプリキュア達の窮地を救いに人間の姿で現れ、その戦いに加勢する。

### 本作のオリジナルキャラクター
オリヴィエ
声 - 大谷育江
サラマンダー男爵の付き人である、銀髪の少年。白いマフラーが特徴。一人称は「ボク」。
本名は本人も知らず、自身の「こころの花」がキンモクセイだったことにちなんで、つぼみに「オリヴィエ」と呼ばれるようになる。サラマンダーからは「ルー・ガルー」（フランス語で「狼男」の意）と呼ばれている。
自身のこころの花にはオオカミが憑いており、デザトリアン化したときは「プリキュア・ピンクフォルテウェイブ」を無効にした。
5歳のときにモン・サン＝ミシェルで母親と生き別れになった孤児であり、礼拝堂で天使のミカエルに「パパとママがほしい」と願っていたところ、封印されていたサラマンダー男爵と出会い、彼の封印をとく。
サラマンダー男爵とは数年間ともに世界を旅していたが、彼の野望の一環として額に「赤い宝石」を埋め込まれたことで狼男に変身する能力を得る。
物語冒頭では、サラマンダー男爵の力の源である「クリスタル」を奪って逃走する途中でつぼみに出会い、彼女と行動をともにするようになる。
物語終盤では、擬似的な親子関係にあるサラマンダー男爵とつぼみたちとのあいだで揺れ動き、結果としてサラマンダー男爵に悪事をやめるよう説得する。
キュアアンジェ
本編の「初代プリキュア」とされている、片目を長髪で隠した金髪の女性。ステッキと仮面を装備している。
鎧風のコスチュームを身にまとっており、左肩に赤いバラがあしらわれている。また、左右に天使の羽翼のティアラのような装飾が施されている。
400年前、サラマンダー男爵の出現に危機を感じた「こころの大樹」が、はじめて生みだした存在。
結果として、サラマンダー男爵を「モン・サン＝ミシェル」へ封印することに成功している。
変身者の本名・国籍および、もち技などは不明。「アンジェ」とはフランス語で「天使」の意味。
イメージシーンと、サラマンダー男爵の台詞中にのみに登場。

### 本作の敵
サラマンダー男爵（サラマンダーだんしゃく）
声 - 藤原啓治
400年前、はじめて地球に襲撃した砂漠の使徒。薄い赤色のロングヘアが特徴。一人称は「わたし」。
顔の左半分を仮面で覆い、シルクハットをかぶり、男爵のような服装をしている。また、ステッキを携帯している。
性格は紳士的かつ飄々とし、組織の目的に興味がないため、ゆりには「砂漠の使徒らしくない」と評されている。これは自分の居場所がどこにもない絶望や虚無感によるもので、あわれみの目で見られる際は激怒する。
ステッキの先端に付いている赤い「クリスタル」は、炎をあやつる能力をはじめとする力の結晶であり、これがないと人間のデザトリアン化以外の能力が使えなくなる。それでも、キュアムーンライトを翻弄するほどの戦闘能力をもつ。
のちの幹部であるサソリーナ、クモジャキー、コブラージャが人間の「こころの花」を素体にして誕生したのに対し、自身は無から生みだされた存在である。
誕生したころから自分の存在意義に疑問を抱いており、世界を破壊することで砂漠の使徒の王の内心を知ろうと考えたが、「こころ」を嫌う砂漠の使徒の王の怒りをかい、砂漠の使徒から追放された。
追放されたあとは地球にきており、そこで「キュアアンジェ」にステッキのクリスタルを世界中に飛散させられ、自身も「モン・サン＝ミシェル」の礼拝堂に封印された。
オリヴィエによって封印がとかれたことで現代に復活し、オリヴィエとともに世界各地を旅しながらクリスタルの力を集めている。長きにわたり封印されたため、体は崩れかかっている。
前述の事情から、砂漠の使徒とプリキュアの双方に対して激しい憎悪を抱いており、それらを消し去ることでこころを満たそうとしていた。一方で、封印をといたオリヴィエとは擬似的な親子関係にあり、互いに支えあっている。
物語終盤には魔法陣によって力が暴走し、孤独と憎しみを爆発させて最終形態に変身し、炎でパリを焼き尽くそうとするが、プリキュアたちの「プリキュア・ハートキャッチ・オーケストラ」で浄化され、元の姿に戻った。
エンディングの後日談では、オリヴィエとともに旅をしている。また、髪型はショートヘアになり、服装も白色のものとなった。
『映画 プリキュアオールスターズDX3 未来にとどけ! 世界をつなぐ☆虹色の花』では、ブラックホールの力によって、悪のこころだけを集められたことで敵として再登場する。
最終形態
巨大な茶色のドラゴンのような姿になり、大きな翼で飛行する。また、左の目は緑色に輝いている。
この形態だと自我を失う反面、強さが格段に上がり、口からは強力な火炎放射をだすことができる。

#### 怪物
デザトリアン
声 - 金田朋子
サラマンダー男爵がオリヴィエの「こころの花」（キンモクセイ）を抜き取り、コンコルド広場のオベリスクと組み合わせて誕生させたデザトリアン。
サラマンダー男爵に協力したくないことに悩むオリヴィエの葛藤を口にする。
両手の石塔で敵を攻撃する。
スナッキー
サラマンダー男爵が使役する雑兵。本作ではコウモリのような姿をしている。
通常のスナッキーとは異なり、炎を吐くことが可能。また、相手をデザトリアン化させることができる。

## スタッフ
- 製作 - 高橋浩（東映アニメーション）、遠藤茂行（東映）、渡辺克信（朝日放送）、竹中一博（バンダイ）、篠田芳彦（アサツー・ディ・ケィ）、中山晴喜（マーベラスエンターテイメント）、木下直哉（木下工務店）
- 企画 - ギャルマト・ボグダン、西出将之
- 原作 - 東堂いづみ
- 副監督 - 田中裕太
- 脚本 - 栗山緑
- キャラクターデザイン - 馬越嘉彦、上野ケン
- 作画監督 - 上野ケン
- 美術監督 - 本間禎章
- 特殊効果 - 星野健
- 色彩設計 - 澤田豊二、佐久間ヨシ子
- 音楽 - 高梨康治
- 編集 - 麻生芳弘
- 録音 - 川崎公敬
- 音響効果 - 石野貴久（サウンドリング）
- 選曲 - 水野さやか（スワラプロ）
- 記録 - 沢井尚子
- 録音スタジオ - タバック
- 現像 - 東映ラボ・テック
- デジタル撮影監督 - 白鳥友和
- CGディレクター - 能沢諭
- 製作担当 - 末竹憲
- プロデューサー - ギャルマト・ボグダン[9]
- 製作 - 映画 ハートキャッチプリキュア! 製作委員会（東映アニメーション、東映、バンダイ、アサツー ディ・ケイ、ABC、マーベラスエンターテイメント、木下工務店）
- 配給 - 東映
- 監督 - 松本理恵

## 主題歌
オープニングテーマ
「Alright! ハートキャッチプリキュア! for the Movie」
作詞：六ツ見純代 / 作曲：高取ヒデアキ / 編曲：籠島裕昌、歌：池田彩 with ハートキャッチプリキュア
ハートキャッチプリキュア4人のコーラスが入りコーラスの歌詞も変更された他、アコーディオンの音色が追加され、間奏のギターソロもアコーディオンソロに差し替えられた。
スタッフクレジットはパリの建築物に直接表示されている。
エンディングテーマ
「Tomorrow Song 〜あしたのうた〜for the Movie」
作詞：六ツ見純代 / 作曲：高取ヒデアキ / 編曲：籠島裕昌、歌：工藤真由 with ハートキャッチプリキュア
原曲のゴスペル色は抑えられ、テクノ調のアレンジとなった。こちらもハートキャッチプリキュア4人のコーラスが入る。
本作ではEDのダンスは無く、エピローグシーンに流れるものとなっている。エンドカードは「Merci Au revoir ありがとう いつかまたどこかで.」の文字と共に変身前のプリキュア達とオリヴィエ、サラマンダー男爵の写真が表示されている。

## 関連商品
- CD「『映画ハートキャッチプリキュア! 花の都でファッションショー・・・ですか!?』オープニング&エンディング主題歌シングル」（マーベラスエンターテイメント/ジェネオン・ユニバーサル・エンターテイメントジャパン、2010年10月27日発売、MJCD-23091）
- CD「『映画ハートキャッチプリキュア! 花の都でファッションショー・・・ですか!?』オリジナル・サウンドトラック」（マーベラスエンターテイメント/ジェネオン・ユニバーサル・エンターテイメントジャパン、2010年10月27日発売、MJCD-20194）
- DVD/BD『映画ハートキャッチプリキュア! 花の都でファッションショー・・・ですか!?』（マーベラスエンターテイメント/ポニーキャニオン、2011年3月16日発売）
  - DVD特装版（PCBX-51361）/DVD通常版（PCBX-51362）/Blu-ray特装版（PCXX-50050）
  - 特装版は、映像特典として舞台挨拶、テレビスポット、予告集、ピクチャーコレクションを収録、特別鑑賞券用イラストを使用したメモパッドを同梱、カラーケース・ピクチャーレーベル仕様。
- アニメコミック『映画ハートキャッチプリキュア！花の都でファッションショー…ですか!? アニメコミック』（ポストメディア編集部・編、一迅社、2010年12月28日発行、ISBN 978-4-7580-1207-2）

## 旅行会社との提携
ジャルパックは本作品と提携し、パリへの旅行商品を提供している。
- 『映画ハートキャッチ プリキュア！花の都でファッションショー・・・ですか!?』公開記念　羽田から行く花の都パリ6・7・8日間

## 話題
ポータルサイト『goo』では、映画を記念してトップページデザインがハートキャッチプリキュア版に変更できるようになった。

## ネット配信
YouTube「プリキュアYouTube公式チャンネル」より、2020年4月3日18時00分から同年4月10日17時59分まで、本作と『DX2』、そして『映画 フレッシュプリキュア! おもちゃの国は秘密がいっぱい!?』の計3本が期間限定無料配信された。

## その他
- サラマンダー男爵とオリヴィエは、テレビ本編第48話でも月影博士（ゆりの父）の回想シーンで登場した。
- 『映画 Yes!プリキュア5』より「ミラクルライト」を採用して以来、予告編で「ミラクルライト」を持つ場面は、「実写」か、あるいは「妖精がライトを持つ」画像のどちらかを使用していたが、本作の予告編より画像に統一、「実写」は2015年10月31日公開の『映画 Go!プリンセスプリキュア Go!Go!!豪華3本立て!!!』の「第2予告編」まで中断する。